# Nine Treasures
Nine Treasures ist eine im Jahr 2010 in Peking gegründete chinesische Folk-Metal-Band.

## Geschichte
Nine Treasures wurde im Jahr 2010 in Peking, der Hauptstadt der Volksrepublik China, gegründet. Die Musiker stammen allesamt aus der Inneren Mongolei, einer autonomen Region im Norden Chinas. Sänger Askhan und Balalaika-Spieler Saina waren Zimmergenossen und studierten Animation am College während Schlagzeuger Ding Kai und Bassist Aoger sich auf der Musikschule kennen lernten. Ihren Fiddler fanden die Musiker in Tsog, den die Musiker trafen als dieser in mongolischen Restaurants spielte. Inzwischen hat die Band ihren Hauptsitz nach Hohhot, der Hauptstadt der Inneren Mongolei, verlegt.
Zwei Jahre nach der Gründung der Band erschien Anfang Mai des Jahres 2012 mit Arvan Ald Guulin Hunshoor das Debütalbum der Band in Eigenregie. Bereits Ende 2013 folgte mit Nine Treasures das nach der Band benannte zweite Studioalbum. Ein Konzert, das die Gruppe in Peking absolvierte, wurde aufgezeichnet und als Live-Album im Januar des Jahres 2015 veröffentlicht. Im gleichen Monat erschien zudem die EP Galloping White Horse. Das dritte vollwertige Album der Gruppe, Wisdom Eyes, wurde Anfang 2017 veröffentlicht. Die ersten beiden Alben der Band wurden zwischenzeitlich beim deutschen Label Einheit Produktionen neu aufgelegt. Der Kontakt zum Label kam durch ihren Manager zustande, welcher gute Kontakte zu den Labelbetreibern hat.
Die Band spielt auf größeren Musikfestivals in der Volksrepublik China und nahm im Jahr 2013 am Wacken Metal Battle teil, wo die Gruppe im internationalen Finale auf dem Wacken Open Air den zweiten Platz erreichen konnte. Dort wurde die Gruppe auch als Teilnehmer des Films Wacken 3D ausgewählt. Im Oktober und November des Jahres 2015 absolvierte die Gruppe eine Tournee durch mehrere europäische Staaten, darunter Deutschland, Österreich, Lettland, Polen, Ungarn, die Niederlande, Dänemark und Tschechien. Ein Jahr darauf folgte eine zweite Tournee durch Europa. Im Jahr 2017 spielte die Gruppe auf europäischen Musikfestivals wie dem Nova Rock in Österreich, dem serbischen Exit sowie dem polnischen Woodstock.

## Stil
Einige Musiker der Band wuchsen in Hailur in der nördlichen Inneren Mongolei auf und wurden von der Kultur dieser Region geprägt. So hörten sie mongolische Musik im Radio. In der sechsten Klasse kamen Sänger Askhan und Balalaika-Spieler Saina unabhängig voneinander über die mongolische Band Hurd erstmals mit Metal in Berührung, ohne zu wissen, dass die Musik einen Namen hat. Den Namen dieser Musikrichtung lernten sie erst in der High School kennen.
So wurden die Musiker auch von Metalcore-Gruppen wie Trivium, Heaven Shall Burn, Caliban und Lamb of God musikalisch beeinflusst. Musikalische Ideen entwickelten die Musiker allerdings erst mit der steigenden Popularität des Folk- bzw. des Viking Metal in Europa Anfang der 2000er-Jahre. Laut einem Artikel über die Situation des Heavy Metal in der Volksrepublik China des Spiegel Online wird die Musik als eine „eigene Variante des chinesischen Folk Metal, der Hardcoresounds mit mongolischen Melodien und kehlingen Steppengesang miteinander kombiniere“, beschrieben. Stefan Arthur Wolfsbrunn von Metal.de beschreibt Nine Treasures als eine ostasiatische Interpretation der lettischen Pagan-Metal-Band Skyforger. In einem späteren Interview zwischen Wolfsbrunn und der Band erklärte Sänger Askhan, dass er Skyforger selbst nicht kenne und beschrieb stattdessen Korpiklaani als musikalischen Einfluss. Die Musiker verwenden neben den Metal-typischen Musikinstrumenten wie E-Gitarre und E-Bass auch traditionelle mongolische Instrumente wie die Morin Khuur und Tovshuur, sowie eine Balalaika. Letzteres indes ist ein russisches Instrument.
Die Texte der Gruppe handeln von der mongolischen Kultur, dem Leben in der Mongolei oder auch die mongolische Umwelt, wie Flüsse (z. B. Tes River’s Hymn) oder bestimmte in der Mongolei lebenden Tiere. Auch besingen die Musiker in ihren Liedern Themen wie Umweltschutz. So beispielsweise im Stück Sonsii (deutsch etwa „Ich höre“), das aus der Sicht der Natur geschrieben wurde und die fortlaufende Industrialisierung kritisiert. Auch fanden mongolische Märchen und Horrorgeschichten zur lyrischen Inspiration Verwendung, so wie im Lied Arvan Ald Guulin Hunshoor (deutsch etwa: „Zehn Zhang großer Bronzemund“), das nach einem Schauermärchen, welches im mongolischen Grasland spielt, benannt wurde. Die Lieder der Band werden von den Musikern selbst geschrieben, wobei diese auch von der traditionellen mongolischen Musik inspiriert sind. Aber auch Dämonen der mongolischen Mythologie werden aufgegriffen: So wird im Lied Fable of Mangas Mangas thematisiert, der als mongolisches Äquivalent des Satan im Christentum bezeichnet wird.

## Bandname
Der Bandname bezieht sich auf die neun Schätze, wobei diese nicht abschließend geklärt sind. So werden in der Mongolei Metalle, Minerale und Fossilien wie Gold, Silber, Bronze, Achat, Eisen und Bernstein als neun Schätze bezeichnet. Allerdings gibt es in anderen Bereichen ebenfalls eine Definition der neun Schätze, etwa in der Medizin und in der Poesie. In einem Gedicht etwa heißt es, dass einem neun Wünsche erfüllt werden, wenn man neun Schätze weitergibt. Die mongolischen Schriftzeichen des Bandlogos sind die Anfangsbuchstaben für die oben beschriebenen Metalle.

## Diskografie
- 2012: Arvan Ald Guulin Hunshoor (Album, Eigenproduktion, Neuauflage 2017 bei Einheit Produktionen)
- 2013: Nine Treasures (Album, Eigenproduktion, Neuauflage 2017 bei Einheit Produktionen)
- 2015: Live in Beijing (Live-Album, Eigenproduktion)
- 2015: Galloping White Horse (EP, Eigenproduktion)
- 2015: Mongol Metal (Sampler mit Ego Fall und Tengger Cavalry, Eigenproduktion)
- 2017: Wisdom Eyes (Album, Eigenproduktion)
- 2021: Awakening from Dukkha (Kompilation, Beijing Television Art Center)

## Filmografie
- 2013: Wacken 3D